# Rozpadlisko
Rozpadlisko (niem. Der hohle Stein, 4110 m n.p.m.)  – urwisko skalne w Karkonoszach.
Granitowe urwisko skalne o wysokości 10 m położone na brzegu rzeki Podgórna  u stóp wzniesienia Podgórzynka na granicy miejscowości Podgórzyn Dolny i Podgórzyn Górny.